# 索福克勒斯
索福克勒斯（前496年/497年—前405年/406年），古希腊剧作家，古希腊悲剧的代表人物之一，和埃斯库罗斯、欧里庇得斯并称古希腊三大悲剧诗人，他的第一部作品比埃斯库罗斯要晚，但略早於欧里庇得斯。他大致生活于雅典奴隶主民主制的全盛时期，在悲剧创作领域相当高产。据10世纪的百科全书苏达辞书记载，他一生共写过 123 部剧本，如今只有七部完整流传下来，分別是《大埃阿斯》、《安提戈涅》、《伊底帕斯王》、《特拉基斯妇女》、《厄勒克拉特》、
《斐洛克特底》、《俄底浦斯在克罗诺斯》。他于27岁时首次参加悲剧竞赛，即战胜了著名的埃斯库罗斯，并保持这一荣誉 20 余年。
索福克勒斯著著名的作品有《俄底浦斯王》《安提戈涅》，這些悲劇一般稱為《底比斯三部曲》，其實每一部劇都屬於不同的四部曲，但其餘部分已不可考。索福克勒斯對戲劇的發展有很大的影響，最主要是加入了第三個角色，因此減少了希臘戲劇合唱隊的重要性，索福克勒斯對於劇中角色的心路歷程的著重也高過埃斯库罗斯等早期的劇作家。

## 生平与创作

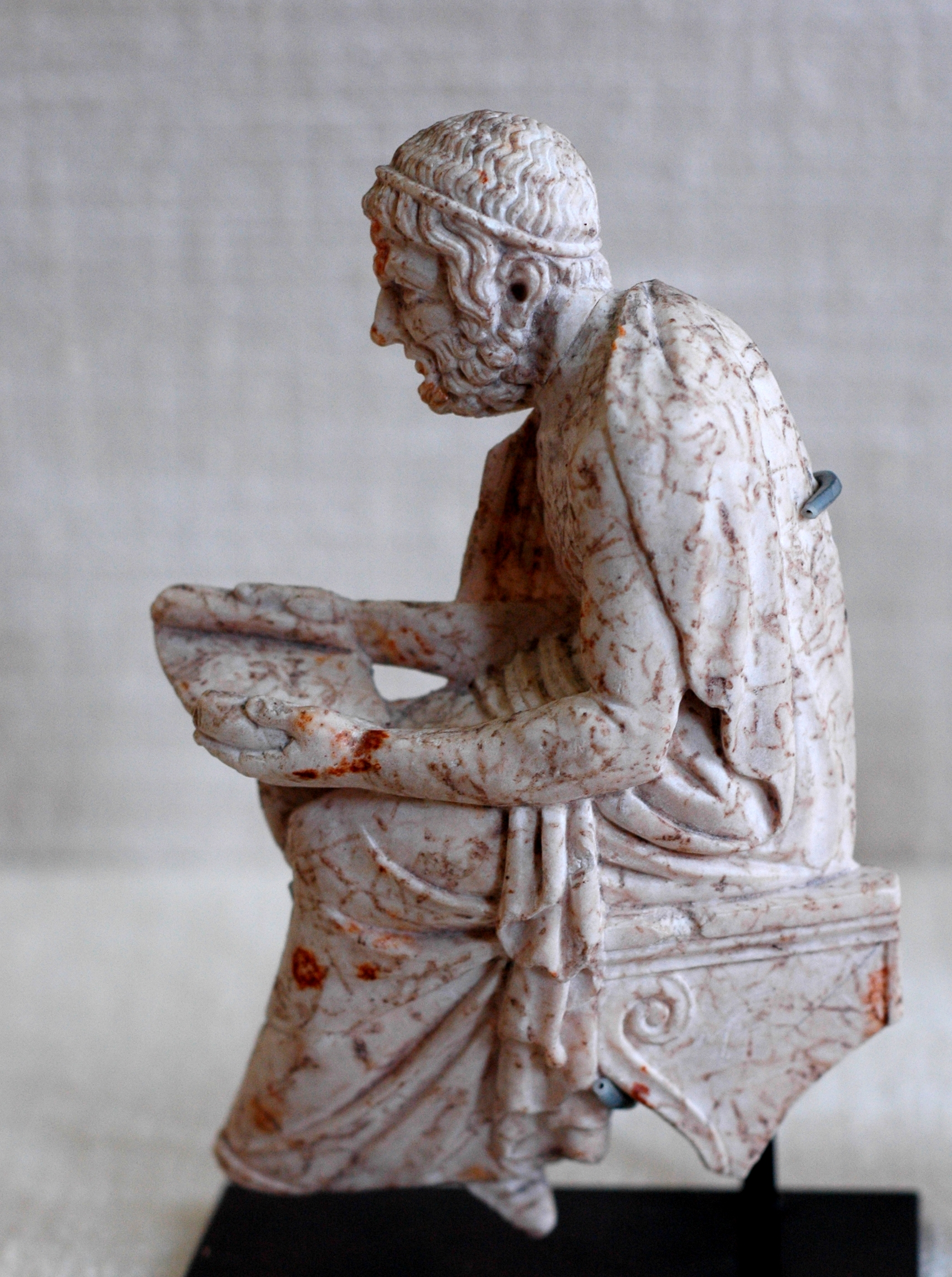
一位詩人的大理石浮雕，有可能是索福克勒斯

索福克勒斯出生于雅典城外的小村科罗诺斯，父亲是富有的兵器作坊主，早年曾受过良好的教育，擅长音乐、体育及舞蹈，这极大的影响了童年时代的索福克勒斯。他是在公元前490年马拉松战役之前出生，虽然具体的年份不清，但是最有可能为前497或496年。公元前480年，希腊人于薩拉米灣海戰中击败波斯人后，16岁的索福克勒斯曾因貌美和音乐天赋而被选为庆祝胜利的朗诵队领队少年。后来索福克勒斯进入政界。他于前442年出任以雅典为盟主的“提洛同盟”的财政总管之一。他还三次担任重要的將軍职务。公元前431年伯罗奔尼撒战争爆发，翌年雅典流行瘟疫，他曾担任祭司一职。公元前413年，他在83岁高龄时还入选过雅典的“十人委员会”。总体来说，索福克勒斯在政治上是个温和的民主派。他的一生大抵是平静而成功的。阿里斯托芬曾称赞他“生前完满，身后无憾。”
索福克勒斯于公元前468年在狄俄尼索斯戏剧节中赢得了他的第一次竞赛胜利，当时打败了著名的埃斯库罗斯，由此开始了他在戏剧界无可比拟的成功。索福克勒斯在一生参加过大约30次竞赛，可能赢得过24次胜利，而且很有可能在所有参加过的竞赛里从未得过低于第二名的成绩。与他相比，埃斯库罗斯赢得过13次胜利，欧里庇得斯仅赢得过4次。
索福克勒斯在西元前406（或405年）的冬天過世，享年90歲（或91年），他經歷過希腊在波斯战争中的胜利，也看到了伯罗奔尼撒战争的血腥。有關他的死因，也出現許多不同的故事。最著名的是他是在試圖不換氣的朗讀《安提戈涅》中的一個長句，因而過世。另一個說法認為他是在雅典的安塞特亞節時吃葡萄而噎死，第三個說法認為他是在最後一次在酒神節戲劇比賽獲勝時過世。
尽管索福克勒斯一生基本是平静度过的，但他所生活的时代却是一个充满了潜在政治和经济矛盾的时期。雅典在伯罗奔尼撒战争中败给斯巴达之后，奴隶主民主制度的根基已经严重动摇。而索福克勒斯，其作品中渗透出的对个人英雄主义的崇尚以及对命运的反抗精神可以看作是剧作家时代观的一个缩影。
有些早期的文獻有提到索福克勒斯是同性戀或是雙性戀。阿特納奧斯有報導索福克勒斯對男孩的愛就像欧里庇得斯對女人的愛一様。詩人希俄斯的伊翁提到一個轶事：索福克勒斯曾引誘一個酒宴中的男服務生，阿特納奧斯的版本則是索福克勒斯被皮條客所戲弄。

## 评价
索福克勒斯对戏剧的主要贡献之一是首先在戏剧中引入了第三个演员。由此戏剧家们有可能引入更多的角色，并使得角色间的互动更加丰富。戏剧冲突的范围也因此得到扩展，剧情有可能更加流畅，场景也可能更加复杂。他还被认为首先在戏剧中引入了图画背景来烘托戏剧的气氛。
索福克勒斯对古希腊戏剧的贡献是巨大的。其剧作结构的严整超过了同时代的所有其他作品。《俄底浦斯王》被认为是整个古希腊戏剧的典范，其情节结构的严密以及所表现出的艺术技巧可以和《伊利亚特》相比照，而索福克勒斯也被誉为“戏剧艺术的荷马”。《俄底浦斯王》的情节非常错综复杂，但剧作家以高度的概括能力把问题集中在忒拜王宫前一处，在很短时间内将矛盾层层揭示出来并加以解决，这对后世的古典主义戏剧结构产生了深远的影响。
索福克勒斯与其他悲剧作家的另一个不同之处在于他在悲剧中加重了人的比重，减轻了神的作用。俄底浦斯、安提戈涅、克瑞翁等人都不是被动体现神意的傀儡，而是敢于向命运挑战的悲情英雄。索福克勒斯无疑受到了包括普罗泰戈拉在内的智者的影响，后者强调的人文精神拓宽了索福克勒斯对神、人关系的思考。在他的作品里，神谕经常是外在的、隐约显现的，而占据中心位置的往往是“人”的行动和抗争。
在语言和修辞技巧上，索福克勒斯深受荷马的影响。他的隐喻虽然不及埃斯库罗斯想象丰富，但是却更为精细、准确和贴切。索福克勒斯善于运用各种修辞方法，包括头韵、谐音、拟声、排比、对称和比喻等，并注意句式结构的设计，精心安排词句的位置。
在对后世西方文学的影响上，索福克勒斯不及欧里庇得斯。后者虽然生前默默无闻，然而死后却成为中世纪以前对后世影响最大的剧作家。索福克勒斯的悲剧是雅典全盛时期社会的缩影，他对戏剧艺术最大的贡献不是开拓性的，而是完善性的。他的剧作在形式上和内容上都达到了古代世界的最高水平。

## 作品
索福克勒斯的悲剧现存仅七部，其余都已经散佚。索福克勒斯的悲剧被称为“命运悲剧”，他的很多剧作的主题都可以简单概括为个人意志与命运的冲突。例如在他最著名的剧本《俄狄浦斯王》中，伊底帕斯竭力逃避杀父娶母的命运，却只能以失败告终。俄狄浦斯是一个诚实、聪明的国王，有坚强的意志和对神明的虔敬，他真诚的想为城邦消弭灾祸，却导致自己的毁灭。在索福克勒斯的悲剧里，命运的力量是巨大的、不可抗拒，也是神秘的、不可解释的。
《俄狄浦斯王》、《俄狄浦斯在克洛诺斯》和《安提戈涅》都是命运悲剧的典范，合稱為索福克勒斯的《底比斯三部曲》。後面二部劇也取材于古希腊神话的忒拜传说系列，關於底比斯的命運，以及俄狄浦斯王及他兒女的命運，底比斯三部曲曾經一起出版，不過索福克勒斯是在不同的節慶戲劇競賽中寫這三部劇，中間相隔許多年。底比斯三部曲本身不是一個有聯貫性的三部曲，彼此之間還有一些不一致的部份。索福克勒斯也寫過其他有關底比斯的戲劇，例如《厄庇戈諾伊》，不過目前只留下了部份的內容。
在《俄狄浦斯在克洛诺斯》中，受罰的俄狄浦斯和他的女兒安提戈涅到了克洛诺斯的小鎮，遇到了雅典國王忒修斯，俄狄浦斯死亡，他的兩兒子厄忒俄克勒斯和波呂尼克斯開始爭吵。
《安提戈涅》則是以俄狄浦斯的女兒安提戈涅為主角。她的兄弟波呂尼克斯已死，國王克里昂認為波呂尼克斯是叛徒，禁止任何人埋葬他。安提戈涅可以選擇將波呂尼克斯的屍體留在城外不埋葬，讓屍身暴露在外遭野獸的破壞，另一個選擇是埋葬波呂尼克斯，但安提戈涅會因此而處死。安提戈涅決定埋葬波呂尼克斯，並且接受後面所有的懲罰。克里昂宣布要處死安提戈涅，後來又赦免她免於受死。但安提戈涅在被赦免之前就已自殺身亡，她的未婚夫、克里昂的儿子海蒙得知其死讯后自杀身亡，克里昂的妻子尤麗狄絲发现这一切之后也自杀身亡。
现存的索福克勒斯戲剧，除了底比斯三部曲以外，還有四部悲劇。
《大埃阿斯》的主角是特洛伊战争中的英雄大埃阿斯，他因為阿喀琉斯的盔甲給了奥德修斯而不是給他而非常生氣，因而背叛，最後自殺。雖然眾人對大埃阿斯不滿，不過奥德修斯還是說服墨涅拉俄斯王及阿伽门农王，依大埃阿斯的身份舉行適當的葬禮。
《特拉基斯妇女》在描述德伊阿妮拉在赫拉克勒斯完成了著名的十二項任務後，意外的殺了赫拉克勒斯。德伊阿妮拉被騙，為了要挽回赫拉克勒斯的愛，她將藥塗在赫拉克勒斯的衣服中，以為可以挽回愛情，但塗的毒藥使赫拉克勒斯死亡，最後德伊阿妮拉也因此自殺。
《厄勒克拉特》大致對應埃斯庫羅斯的《祭奠者》，在描述厄勒克特拉和俄瑞斯忒斯報他們父親阿伽门农被克吕泰涅斯特拉和埃癸斯托斯所殺的仇。
《斐洛克特底》是有關斐洛克特底的故事，他是一個弓箭手，但在希臘船隊前往特洛伊的航程中，但希臘船隊放逐在利姆诺斯岛。希腦人後來知道他們需要他的弓，才能在特洛伊戰爭中獲勝，因此派了奥德修斯和奈奥普托勒姆斯來接他回到軍隊。但因為希臘軍隊之前的背叛，他拒絕返回軍隊。最後是靠天外救星赫拉克勒斯，才讓他再度參加特洛伊戰爭。
以下是七部现存的索福克勒斯戲剧：
- 《大埃阿斯（英语：Ajax (play)）》，前442年
- 《安提戈涅》，前441年
- 《俄狄浦斯王》，前431年
- 《特拉基斯妇女（英语：Women of Trachis）》，前429年
- 《厄勒克拉特（英语：Electra (Sophocles play)）》，前418年
- 《斐洛克特底》，前409年
- 《俄狄浦斯在克洛诺斯》，前401年